# Puxi

Puxi, en rouge

Puxi (chinois : 浦西 ; pinyin : Pǔxī) constitue le centre historique de Shanghai. C'est la partie la plus densément peuplée de la municipalité de Shanghai. 
Puxi signifie littéralement « à l'ouest du Huangpu », le Huangpu étant le fleuve qui traverse Shanghai et la sépare en deux. Sur l'autre rive, le district de Pudong (« à l'est du Huangpu ») lui fait face. Si Pudong est devenu un centre financier majeur avec le quartier de Lujiazui, Puxi reste le centre historique, culturel et commercial de Shanghai.

## Administration
Puxi est le nom d'usage pour désigner la rive gauche du Huangpu et ne désigne aucune entité administrative.
Contrairement à Pudong qui constitue un unique district en lui-même, Puxi correspond de manière générale à un ensemble de neuf districts, de taille relativement modeste mais densément peuplés, couvrant le cœur historique de l'agglomération. Ces neuf districts sont Jing’An, ChangNing, YangPu, XuHui, HuangPu, YangPu, HongKou et Putuo.
Au total, Puxi couvre 288km², et héberge environ 35 % de la population de la municipalité[réf. nécessaire][Quand ?].

## Culture et loisirs
Malgré les efforts pour promouvoir Pudong, Puxi reste le centre culturel et de loisir de Shanghai. Puxi contient entre autres :
- les principales zones commerçantes : Middle Huaihai Road, Xujiahui, rue de Nankin, Xintiandi, Tianzifang ;
- la majorité des bars et boites de nuits : Bar Rouge, Muse etc ;
- les principaux centres culturels : le Bund, la place du peuple, l'opéra de Shanghai, le musée de Shanghai, la rue de Moganshan, etc.

## Transports
Le plus vieil aéroport de Shanghai, l'aéroport international de Shanghai-Hongqiao, est situé à Puxi. Tous les vols internationaux, et les vols pour Hong Kong, et Macao, ont été déplacés a l'Aéroport international de Shanghai-Pudong quand il ouvrit en 1999. Depuis octobre 2007, certains vols internationaux décollent de Hongqiao.
Pudong et Puxi sont connectés par de nombreux tunnels, ponts, et sept lignes de métro : lignes 2, 4, 7, 8, 9, 11, et 12.
Les quatre grandes gares de Shanghai sont situées à Puxi (Gare de Shanghai, Gare de Shanghai-Hongqiao, Gare de Shanghai-Ouest, et la Gare de Shanghai-Sud).
Puxi est traversé par l'autoroute surélevée de Yan'an, et par l'autoroute surélevée Nord-Sud.

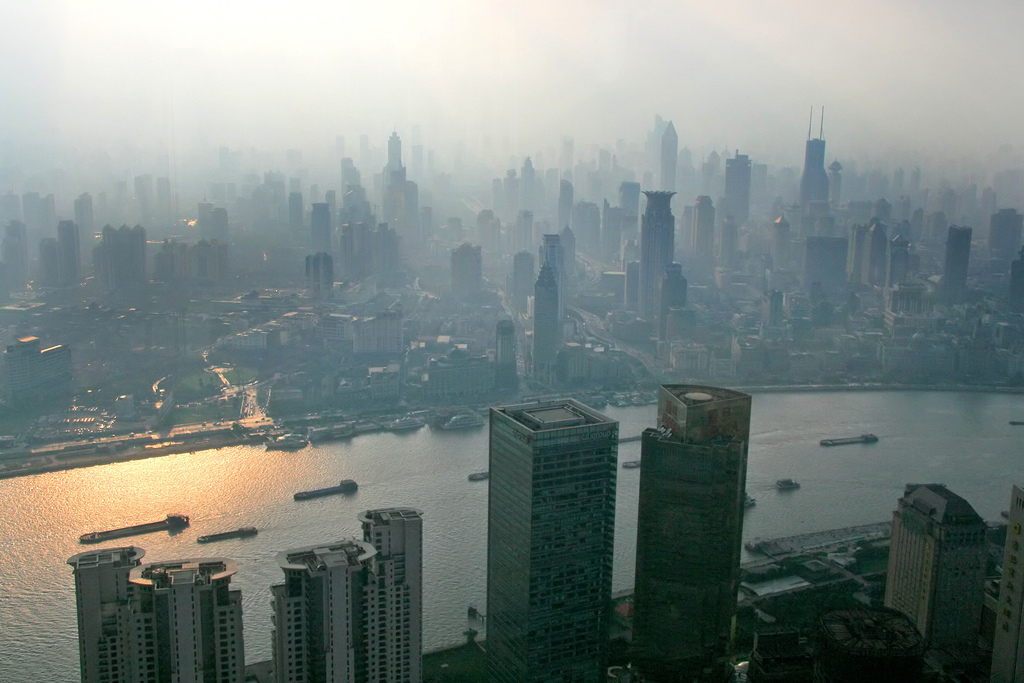
Puxi le matin.
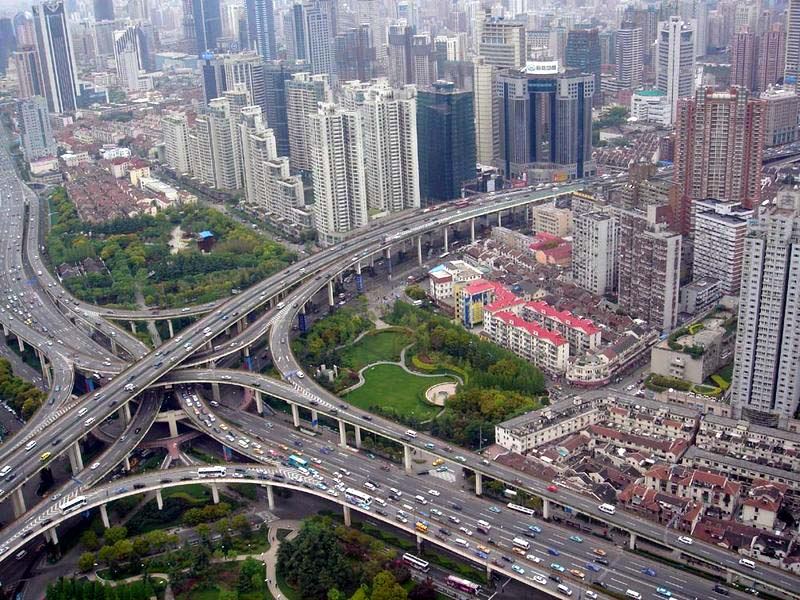
Viaducs à Puxi.
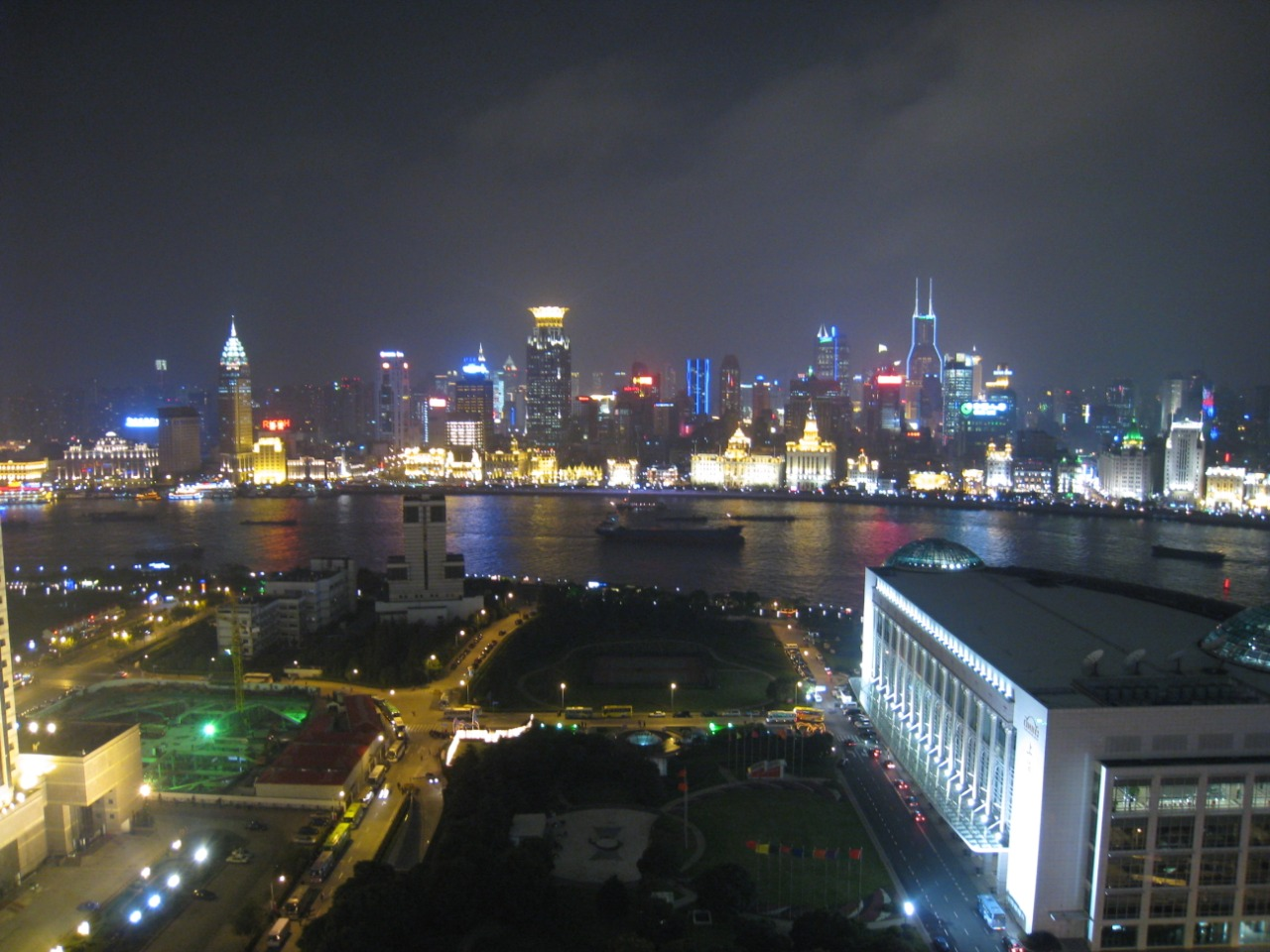
Puxi au fond, la rivière Huangpu au milieu, Pudong au premier plan.